# Find My
Find My là một ứng dụng và dịch vụ do Apple Inc cung cấp. Nó cho phép theo dõi vị trí từ xa của các thiết bị có hệ điều hành iOS bao gồm cả máy tính Mac, Apple Watch và AirPods.
Vào thời điểm hiện tại dịch vụ đã được tích hợp vào các thiết bị có hệ điều hành iOS, macOS và watchOS các thiết bị sau khi được thiết lập có thể theo dõi được bằng ứng dụng iOS hoặc trang web iCloud. Thiết bị có hệ điều hành iOS 8 trở lên đều có thể tìm và tải ứng dụng miễn phí từ App Store. Và kể từ khi ra mắt iOS 9, ứng dụng đã được tích hợp sẵn trong hệ điều hành của thiết bị.
Để ứng dụng hoạt động hiệu quả, yêu cầu tối thiểu bao gồm thiết bị theo dõi và thiết bị được định vị đều phải được thiết lập ứng dụng Find My và Dịch vụ vị trí luôn bật và cả hai phải đều kết nối với cùng một tài khoản iCloud.

## Tính năng
Find My là ứng dụng cho phép người dùng định vị thiết bị iOS của họ bằng chính thiết bị sử dụng iOS hoặc sử dụng phần mềm iCloud có trên máy tính (chẳng hạn như máy tính để bàn). Ngoài việc định vị thiết bị, dịch vụ còn cung cấp ba tùy chọn bổ sung:
- Phát âm thanh - làm cho thiết bị phát âm thanh ở mức âm lượng tối đa, làm cho đèn flash sáng trên màn hình ngay cả khi bị tắt tiếng. Tính năng này hữu ích nếu thiết bị đang bị thất lạc,[2] và hiệu quả tương đương với việc tìm điện thoại thất lạc bằng cách gọi nó bằng điện thoại khác.
- Chế độ mất (iOS 6 trở lên) - gắn cờ thiết bị là bị mất hoặc bị đánh cắp, cho phép người dùng khóa thiết bị bằng mật mã. Nếu thiết bị là iPhone và ai đó tìm thấy thiết bị, họ có thể gọi trực tiếp cho người dùng trên thiết bị.[3][4][5]
- Xóa thiết bị iPhone - xóa hoàn toàn tất cả nội dung và cài đặt, rất hữu ích nếu thiết bị chứa thông tin nhạy cảm, nhưng thiết bị không thể được định vị sau khi hành động này được thực hiện. Bắt đầu với iOS 7 trở lên, sau khi xóa xong, thông báo vẫn có thể được hiển thị và thiết bị sẽ bị khóa kích hoạt. Điều này khiến người khác khó sử dụng hoặc bán thiết bị. Mật khẩu Apple ID sẽ được yêu cầu trước khi Find My đăng xuất khỏi iCloud, xóa thiết bị hoặc kích hoạt lại thiết bị sau khi xóa từ xa.

Bản cập nhật mới khi thiết bị cập nhật hệ điều hành iOS 6 đã có bổ sung thêm tính năng kiểm tra mức pin của thiết bị.
Kể từ khi phát hành iOS 7, trải nghiệm của người dùng về kết nối giữa GPS, WiFi và chính ứng dụng gặp rất nhiều lời phàn nàn. Khi một số chủ sở hữu thiết bị đã lưu ý rằng ứng dụng có sự chuyển đổi giữa "kích hoạt" và "vô hiệu hóa" tính năng trong khi truyền giữa các giao thức băng thông di động.

### Yêu cầu
Để ứng dụng Find My hoạt động, người dùng phải thiết lập tài khoản iCloud để tạo ID Apple cá nhân. Mỗi thiết bị được theo dõi phải được liên kết với cùng một ID Apple và đồng thời tính năng Dịch vụ vị trí cũng phải luôn mở trên mỗi thiết bị để được quyền theo dõi. Trong khi vị trí của thiết bị được xác định bằng phương thức GPS được tích hợp sẵn trong các thiết bị có hệ điều hành iOS, nhưng vị trí của thiết bị iOS chỉ ở mức gần đúng. Để bật Dịch vụ vị trí, người dùng cần truy cập Cài đặt> Quyền riêng tư> Dịch vụ vị trí, sau đó chọn ứng dụng Find My trong danh sách và chọn tùy chọn "Khi dùng Ứng dụng". Ngoài ra để tắt ứng dụng, hãy chọn tùy chọn "Không". Đồng thời người dùng cũng có thể theo dõi thiết bị bằng cách đăng nhập vào iCloud.com.
Tính đến tháng 1 năm 2013, Find My đã được hỗ trợ trên các thiết bị iPhone, iPad, iPod Touch, và máy tính Mac chạy OS X 10.7.5 "Lion" trở lên. Ngoài một thiết bị tương thích, cần phải có tài khoản iCloud miễn phí để sử dụng Find My. Người dùng cũng có thể theo dõi các thiết bị hỗ trợ Find My thông qua iCloud trên Windows, nhưng không thể sử dụng nó như một phương thức để theo dõi PC của họ.

## Lịch sử
Ứng dụng Find My iPhone được phát triển và hình thành ban đầu dưới định dạng là một ứng dụng vào tháng 6 năm 2010 cho người dùng MobileMe. Vào tháng 11 năm 2010 với sự ra mắt của hệ điều hành iOS 4.2, Find My iPhone đã được trang bị sẵn và miễn phí dành cho người dùng iOs 4.2. Với việc ra mắt iCloud vào tháng 10 năm 2011, dịch vụ này đã có mặt và miễn phí cho tất cả người dùng iCloud. Ngoài ra, dịch vụ này được cung cấp dưới dạng "Find My Mac"  cho các máy tính Mac chạy OS X 10.7.2 "Lion" trở lên có sử dụng iCloud. Với việc phát hành MacOS Catalina, ứng dụng Find My Mac đã được kết hợp với ứng dụng Find My Friends để tạo ứng dụng Find My mới.

### Sự cố
- Vào tháng 11 năm 2011, cảnh sát ở Los Angeles, California đã có thể tìm thấy một nghi phạm cướp có vũ trang bằng cách sử dụng Find My iPhone trên điện thoại bị đánh cắp của nạn nhân.[10]
- Vào ngày 14 tháng 9 năm 2012, hai nghi phạm đã bị bắt tại Atlanta, Georgia vì đã cướp đi năm phụ nữ tại điểm súng. Cảnh sát đã có thể xác định vị trí của các nghi phạm bằng cách sử dụng Find My iPhone để tìm một trong những chiếc iPhone bị đánh cắp.[11]
- Kể từ đầu năm 2011, một số người dùng Sprint đã sử dụng ứng dụng này để tìm thiết bị bị mất của họ đã được gửi đến nhà của một người đàn ông 59 tuổi ở Las Vegas, Nevada. Nhiều người khăng khăng rằng anh ta có thiết bị của họ và cảnh sát được gọi nhiều lần. Người đàn ông cuối cùng đã phải đặt một dấu hiệu ở cửa của mình nói rằng anh ta "không có điện thoại di động bị mất".[12]
- Vào ngày 16 tháng 1 năm 2015, một phụ nữ ở Langley, British Columbia đã bị đánh cắp iMac sau một vụ đột nhập tại nhà. Gần một tháng sau, cô nhận được thông báo qua điện thoại và sau đó đã liên lạc với cảnh sát, người mà đã tìm thấy và bắt giữ hai người đàn ông khi họ đang cố gắng trốn thoát ra khỏi cửa sau.[13]
- Vào tháng 11 năm 2016, chồng của Sherri Papini đã phát hiện điện thoại di động và tai nghe của cô ở một góc phố, nơi vợ anh bị bắt cóc.
- Vào tháng 7 năm 2011, một phụ nữ Zurich đã đeo ba lô trong đó có một chiếc iPhone đã bị đánh cắp. Cảnh sát đã có thể phục hồi nó cùng ngày sau khi khớp vị trí GPS với địa chỉ của một tên tội phạm nhỏ nổi tiếng với cảnh sát.